# المسجد الكبير 1 نوفمبر 1954
المسجد الكبير 1 نوفمبر 1954  يوجد في مدينة باتنة على الطريق إلى بسكرة، تم افتتاحه في سنة 2003 كنصب تذكاري إسلامي وكتشييد معماري للمدينة، ويعتبر كأنّه الأكبر في البلد

## حول المسجد
هذا المسجد هو الوجهة المفضلة للمصلين الذين يأتون من جميع أنحاء مدينة باتنة بمناسبة كل شهر رمضان، وصلاة الجمعة لكل يوم جمعة اليوم المقدّس عند المسلمين، قدرة استيعاب المسجد حتى 000 30 من  المصلين.

## التاريخ
فكرة بناء هذا المسجد الضخم تعود إلى سنوات 1980, في 3 جويلية.

## مواضيع ذات صلة
- المرجعية الدينية الجزائرية
- الحزب الراتب